# Distribuzione Lambda di Wilks
In teoria della probabilità la  distribuzione Lambda di Wilks è una distribuzione di probabilità continua, dipendente da tre parametri, utilizzata nei test di verifica d'ipotesi nell'ambito della statistica multivariata. Le distribuzioni di Fisher-Snedecor (ed in particolare la t di Student) e T di Hotelling sono dei casi particolari della Lambda di Wilks.

## Lambda di Wilks e la variabile casuale di Wishart
Siano date due variabili casuali indipendenti con distribuzione di Wishart
{\displaystyle A\sim W_{p}(I,m)\qquad B\sim W_{p}(I,n)}
e con {\displaystyle m\geq p}, allora la distribuzione Lambda di Wilks è definita da
{\displaystyle \lambda ={\frac {|A|}{|A+B|}}={\frac {1}{|I+A^{-1}B|}}\sim \Lambda (p,m,n).}

## Lambda di Wilks e la variabile casuale Beta
Siano date le n variabili casuali distribuite come una variabile casuale Beta
{\displaystyle u_{i}\sim B\left({\frac {m+i-p}{2}},{\frac {p}{2}}\right)}
allora
{\displaystyle \prod _{i=1}^{n}u_{i}\sim \Lambda (p,m,n).}
Dal che si ottiene la variabile casuale Beta come un caso particolare della Lambda di Wilks,
in quanto 
{\displaystyle \Lambda (p,m,1)\sim B\left({\frac {m+1-p}{2}},{\frac {p}{2}}\right)}
e di conseguenza {\displaystyle \Lambda (2,3,1)} corrisponde alla variabile casuale rettangolare definita tra zero e uno.

## Lambda di Wilks approssimata dalla variabile casuale Chi quadrato
Per m grande, l'approssimazione di Bartelett permette di 
approssimare una Lambda di Wilks con una variabile casuale chi quadro
{\displaystyle \left({\frac {p-n+1}{2}}-m\right)\log \Lambda (p,m,n)\sim \chi _{np}^{2}.}